# Zucchetti
Zucchetti è un'azienda italiana, con sede a Lodi, che produce soluzioni software, hardware e servizi per aziende, banche, assicurazioni, professionisti e associazioni di categoria.

## Storia
Nel 1977 lo studio del commercialista Domenico "Mino" Zucchetti, con sede a Lodi, realizzò il primo software in Italia per l'elaborazione automatica delle dichiarazioni dei redditi. Il programma divenne un prodotto commercializzato su scala nazionale; allo scopo di gestire gli ordini, le vendite e i servizi di assistenza ai clienti, nel 1978 fu fondata l'azienda Zucchetti.
Fra gli anni ottanta e gli anni duemila, la società estese progressivamente la propria presenza in altri settori, tra cui l'enterprise resource planning, l'automazione industriale e la robotica, iniziando a operare anche su alcuni mercati esteri; mediante l'acquisizione di società informatiche.
Nel 1999 acquista la Tam Software di Aulla, con la linea software client server AdHoc, e Codelab di Rimini, azienda di sviluppo tools informatici di sviluppo.
Dal 2008 il Gruppo Zucchetti è guidato dai due figli del fondatore, Alessandro e Cristina, entrambi laureati in economia alla Bocconi.
Iniziano le operazioni all'estero e in poco tempo guadagna una significativa presenza in diversi stati esteri.
Nel 2011 acquisisce l'azienda concorrente Microarea di Genova, con il software erp Mago.
Nel 2017 dopo una serie di acquisizioni strategiche, Zucchetti diventa leader nel mercato Hospitality.
Nel 2019 acquisisce l'azienda concorrente Edisoftware di Genova, con i software erp Onda e Oceano.
Il fatturato 2023 arriva circa a 2 miliardi di euro.
A giugno del 2024 acquisisce la quota di controllo del gruppo Ranocchi, con Ranocchi software per commercialisti e Nts con l'erp Business.

## Le sedi
La sede principale si trova a Lodi, in via Solferino 1.
Sul territorio italiano sono presenti sedi ad Ancona, Arezzo, Aulla, Bergamo, Bologna, Brescia, Chieti, Collecchio, Cosenza, Erba, Firenze, Genova, Gravina in Puglia, Lecce, Lucca, Milano, Modena, Napoli, Padova, Piacenza, Ravenna, Rapallo, Reggio Emilia, Bellaria-Igea Marina, Roma, Rovigo, Venezia, Verona, Vicenza, Torino e Campoformido.
Al di fuori dell'Italia, l'azienda ha sedi in Brasile, in Francia, in Germania, in Romania, in Spagna, negli Stati Uniti d'America e in Svizzera.